# Перцель, Дежё
Дезидерий (Дежё) Перцель (венг. Perczel Dezső; 18 января 1848, Сексард, Тольна — 20 мая 1913, Боньхад, Тольна) — австро-венгерский политический деятель.

## Биография
Был сыном политического деятеля Белы Перцеля. Получил юридическое образование в Будапештском университете, закончив его с учёной степенью. С 1868 года служил в правительстве комитата Бараньи, с 1871 года в комитате Тольна, в 1878 году возглавил администрацию Тольны; на этой должности прикладывал значительные усилия по развитию местной железнодорожной сети (в том числе при нём был построен участок дороги между Сексардом и Шарбогардом).
С 1887 года (после десяти лет управления Тольной) стал депутатом парламента от либеральной партии, в 1887—1892 годах входил в парламентский комитет по административным вопросам, также занимался вопросами налоговой реформы; выступал сторонник централизации, автор закона, ослабившего вольности комитатов. С 15 января 1895 по 26 февраля 1899 года был министром внутренних дел в кабинете Банфи; в 1899—1901 и 1903—1904 годах — президентом палаты депутатов. Был известен, с одной стороны, как сторонник либерализации церкви и стремился к законодательному разрешению гражданских браков, с другой — как последовательный противник рабочего и националистического движения, принявший для борьбы с ним ряд законов. В 1896 году получил ранг тайного советника.
В октябре 1904 года провёл путём явного нарушения регламента и парламентских обычаев новый парламентский регламент, известный под именем lex Даниель, чем вызвал драку в палате, сделал себя ненавистным всей оппозиции и с ноября более не мог появляться на президентском месте. На выборах 1905 года в рейхстаг не был избран и временно ушёл из политики, но в 1910 году, став одним из основателей Национальной партии, вновь избрался в парламент.